# Аббатство Кройцлинген
Аббатство Кройцлинген — бывший августинский монастырь в швейцарском городе Кройцлинген, основанный в 1125 году констанцским епископом Ульрихом I фон Кибург-Диллингеном и упразднённый в 1848 году.

## История
Предыстория монастыря восходит к X веку, когда вернувшийся из паломнической поездки в Иерусалим епископ Конрад I передал в дар недавно им же основанному в Штадельхофене (тогда — пригород Констанца) госпиталю частицу Животворящего креста, в силу чего госпиталь получил название «Круцелин» (от лат. Crucis lignum, то есть «дерево от Креста»), которое с течением времени германизировалось, превратившись в Круцелинген (Crucelingen) и в конечном счёте — в Кройцлинген (Creuzlingen). После смерти Конрада госпиталь, однако, был предан забвению, и в одном из документов императора Генриха V, датированном 1125 годом и посвящённом канонизации Конрада I, госпиталь отмечен как «частично разрушенный». Видимо, как реакцию на это замечание следует расценивать усилия правившего тогда в Констанце епископа Ульриха I по возобновлению деятельности госпиталя, перенесённого в том же году из Штадельхофена к основанному на некотором расстоянии от города августинскому монастырю с церковью, посвящённой св. Ульриху (причём причиной выбора послужило, несомненно, семейное родство обоих Ульрихов) и св. Афре.
В 1144 году монастырь взял под своё покровительство папа Луций II, и в 1145 году — император Фридрих Барбаросса, что принесло Кройцлингену титул имперского аббатства, а его настоятели смогли отныне именовать себя «прелатами Священной Римской империи». Недалеко от современного города Фридрихсхафен Кройцлингену принадлежало небольшое владение Хиршлат (ныне — один из районов Фридрихсхафена), которое также служило убежищем для монахов в трудные времена.
Во время Констанцского собора в монастыре останавливался папа Иоанн XXIII, преподнёсший в дар аббату роскошно украшенную инфулу (митру), а также право ношения митры и епископского посоха.
С вовлечением Констанца в конфликт Габсбургов и Швейцарского союза расположенное под стенами Констанца аббатство стало ареной ожесточённых военных действий, и — после неудачных действий Швабского союза в Тургау в ходе Швабской войны — было разорено констанцскими отрядами в 1499 году. Восстановленный за счёт городского совета Констанца, монастырь был заново освящён в 1509 году.

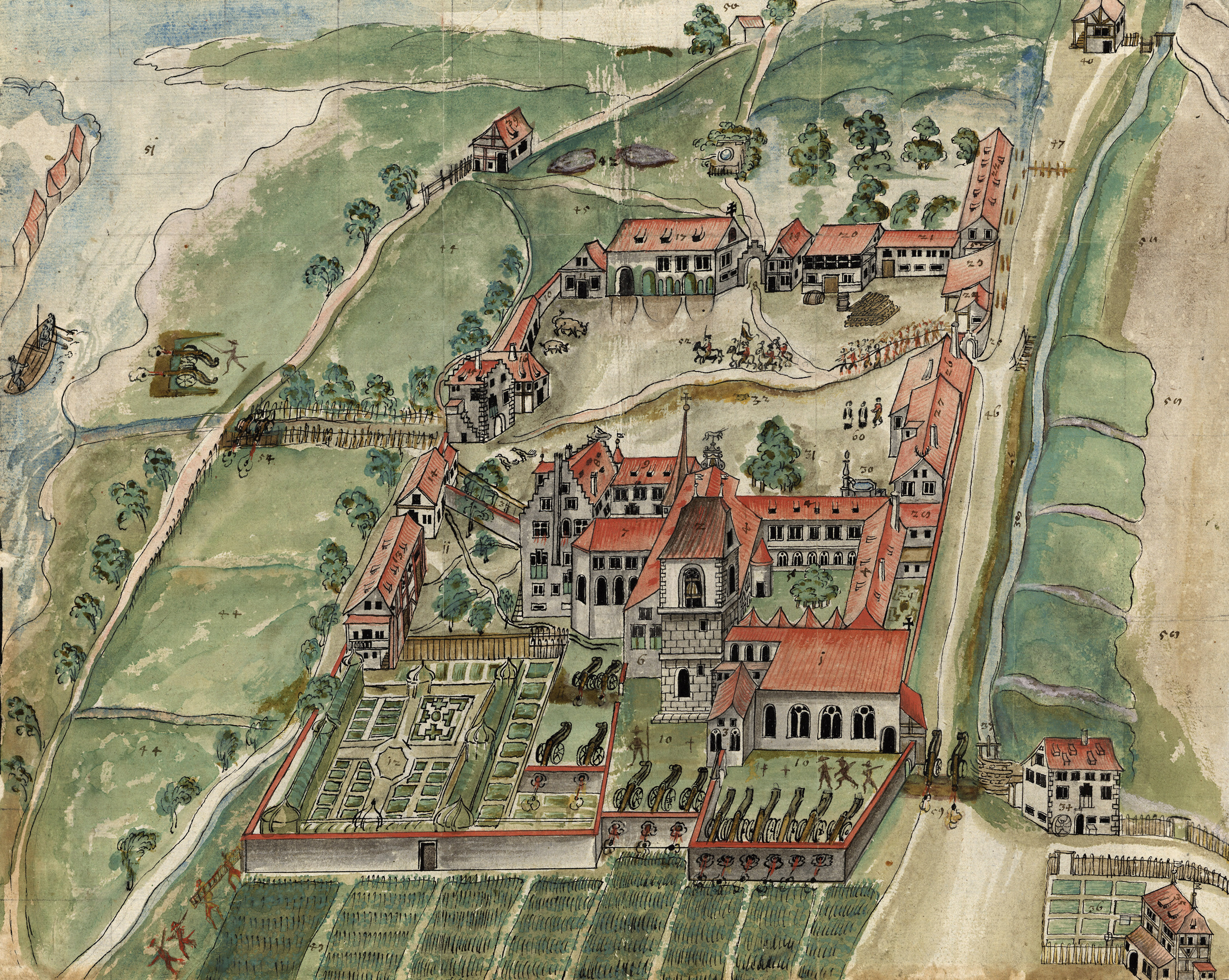
Изображение аббатства Кройцлинген в 1633 году

В Тридцатилетней войне Кройцлинген, к тому времени фактически располагавшийся на территории Швейцарского союза, был — вопреки швейцарскому нейтралитету — занят шведскими войсками в августе 1633 году, став одним из опорных пунктов в осаде Констанца. После отхода шведов 2 октября того же года констанцские отряды повторно разрушили монастырь; и восстановить здания было решено уже на новом месте, на расстоянии пушечного выстрела от городских стен Констанца.
25 октября 1653 года состоялось торжественное освящение новой монастырской церкви, выстроенной констанцскими городскими архитекторами Штефаном Гунертсрайнером и Мельхиором Грубером по планам Михаэля Беера. В этот же период (2 половина XVII века — начало XVIII века), на волне политики Контрреформации монастырь переживал свой расцвет.
В 1760-х годы внутреннее убранство монастырской церкви было перестроено в стиле рококо.
С началом революции в Швейцарии и провозглашением Гельветической республики для аббатства настали трудные времена: потеряв в ходе медиатизации значительную часть своих владений, аббатство оказалось на грани закрытия. Пытаясь приспособиться к новой социальной реальности, при монастыре были открыты учительская и сельскохозяйственная школа, а также прогимназия.
В 1836 году монастырю был запрещён приём новых насельников, и, наконец, в 1848 году он был ликвидирован. Учительская семинария обрела официальный кантональный статус, библиотечное крыло монастыря и капелла Девы Марии были снесены; монастырская библиотека — передана кантональной библиотеке Тургау.
В 1960-х годах здания бывшего аббатства Кройцлинген были отреставрированы, при этом в результате сварочных работ вспыхнул пожар, уничтоживший практически всё внутреннее убранство главной церкви и старых жилых корпусов. По счастливому стечению обстоятельств, представляющие особую художественную и историческую ценность алтарная часть церкви с кованой решёткой в барочном стиле и капелла, посвящённая Масличной горе, с деревянной кальварией первой трети XVIII века уцелели.
В 1967 году бывшая монастырская церковь получила титул «малой базилики».

## Галерея

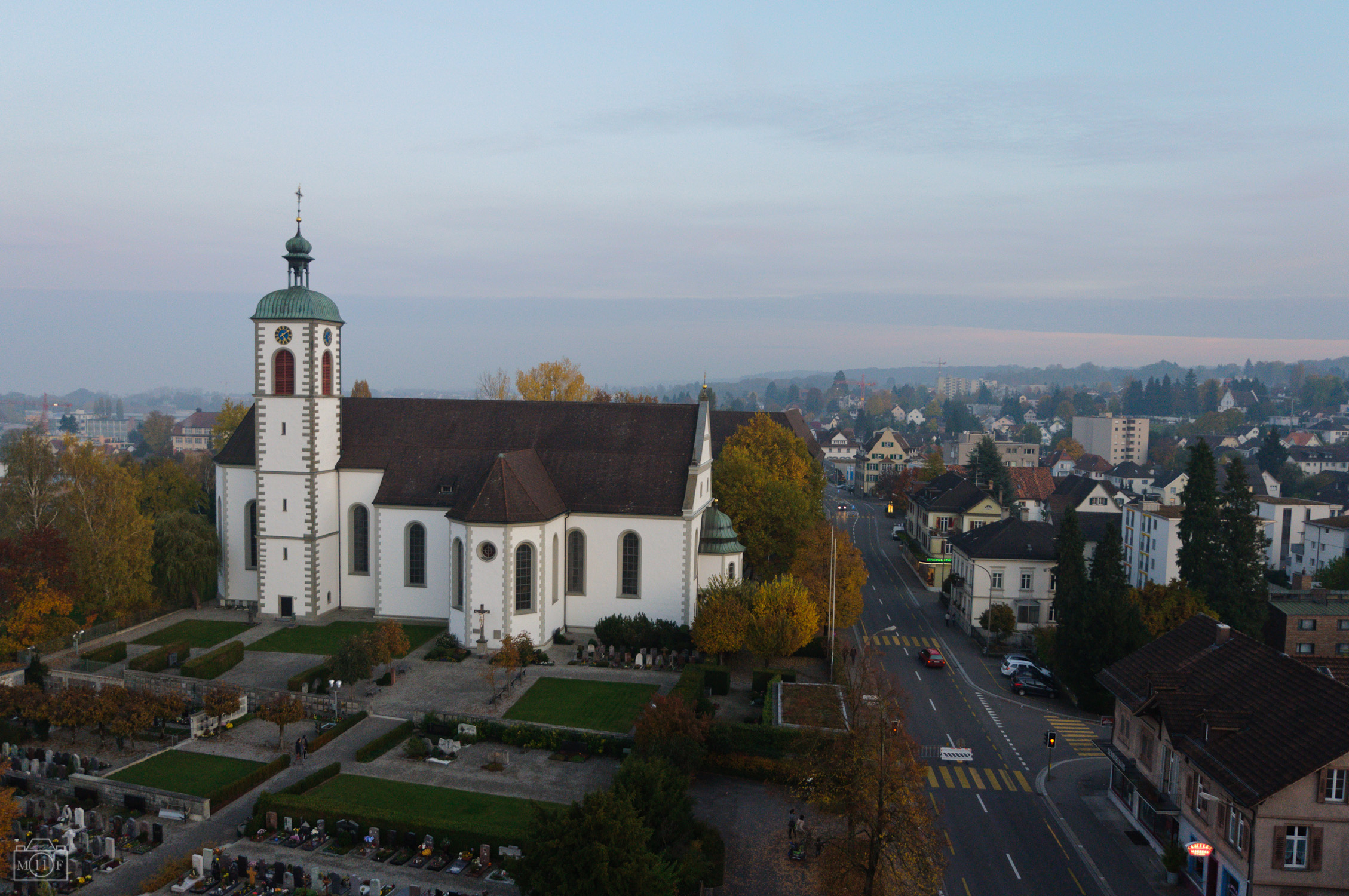
Собор свв. Ульриха и Афры
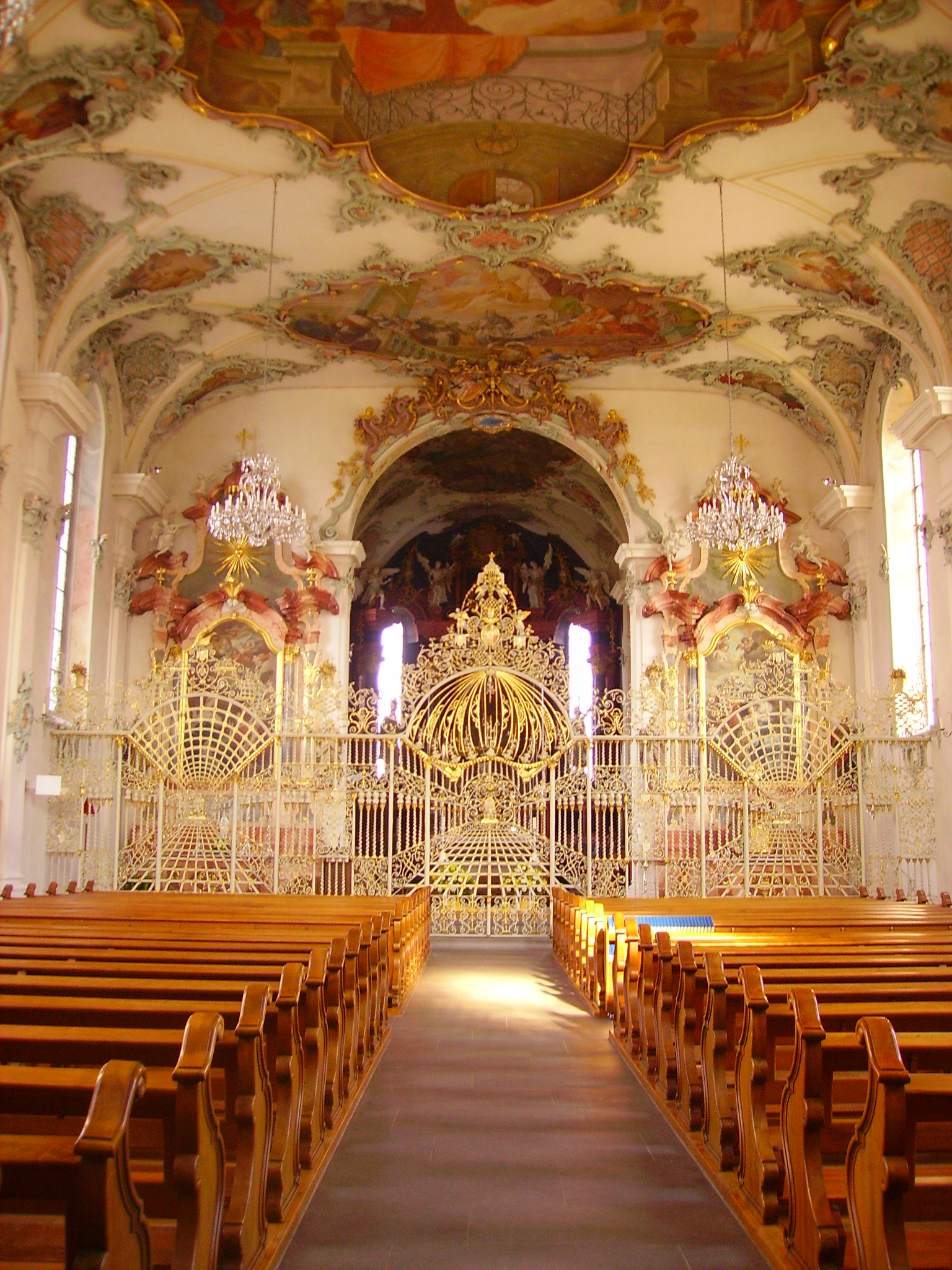
Фрагмент внутреннего убранства собора свв. Ульриха и Афры
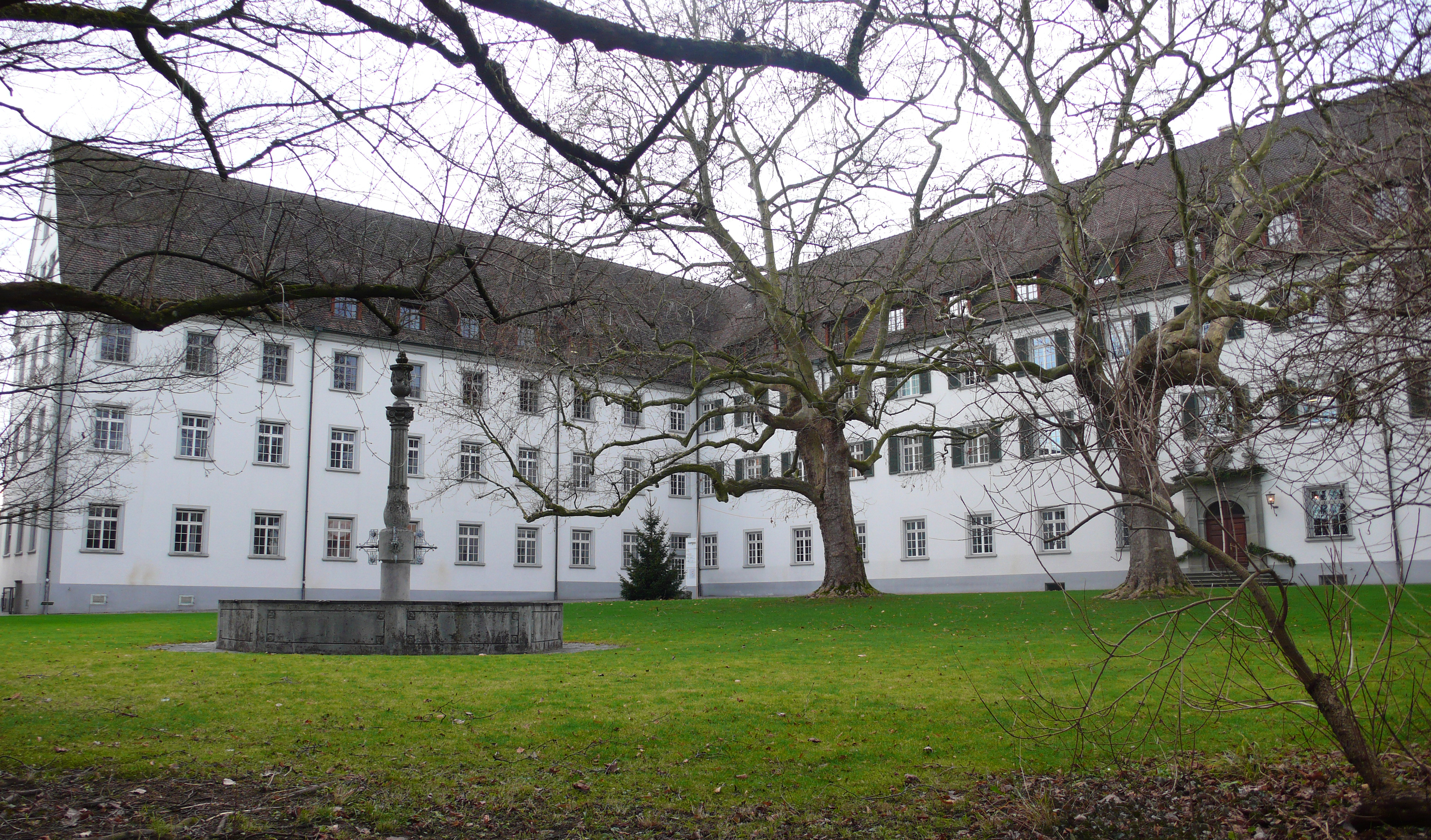
Бывший жилой тракт монастыря